# جین گری
لیدی جین گری (Lady Jane Grey) (متولد ۱۵۳۶/۱۵۳۷ – درگذشته ۱۲ فوریه ۱۵۵۴) ملکهٔ انگلستان و ایرلند بود. وی پس از ادوارد ششم به مدت ۹ روز در ژوئیه ۱۵۵۳ پادشاهی کرد و بدین دلیل به «ملکهٔ نه روزه» معروف است. در تاریخ از جین به ملکه‌ای زیبا با گیسوان سرخ و درخشان یاد شده‌است.

## خانواده
جین گری دختر ارل گری، دوک سافک گری (دوک سافک) و فرانسس براندون بود. مادرش، دختر ماری تئودور، ملکه فرانسه (خواهر هنری هشتم) بود. جین دو خواهر کوچکتر بنام‌های کاترین گری و مری گری داشت. جین در دوران کودکی به علت سخت‌گیری بیش از اندازه والدین دوران سختی را می‌گذراند. او برای مدتی به همراه شاهزاده الیزابت تحت سرپرستی و در خانه کاترین پار همسر ششم هنری هشتم زندگی کرد و این دوران را بهترین دوران زندگی خود می‌دانست. او به فراگرفتن دانش علاقه بسیاری داشت و توسط استادان بزرگی آموزش دید.

## رسیدن به سلطنت

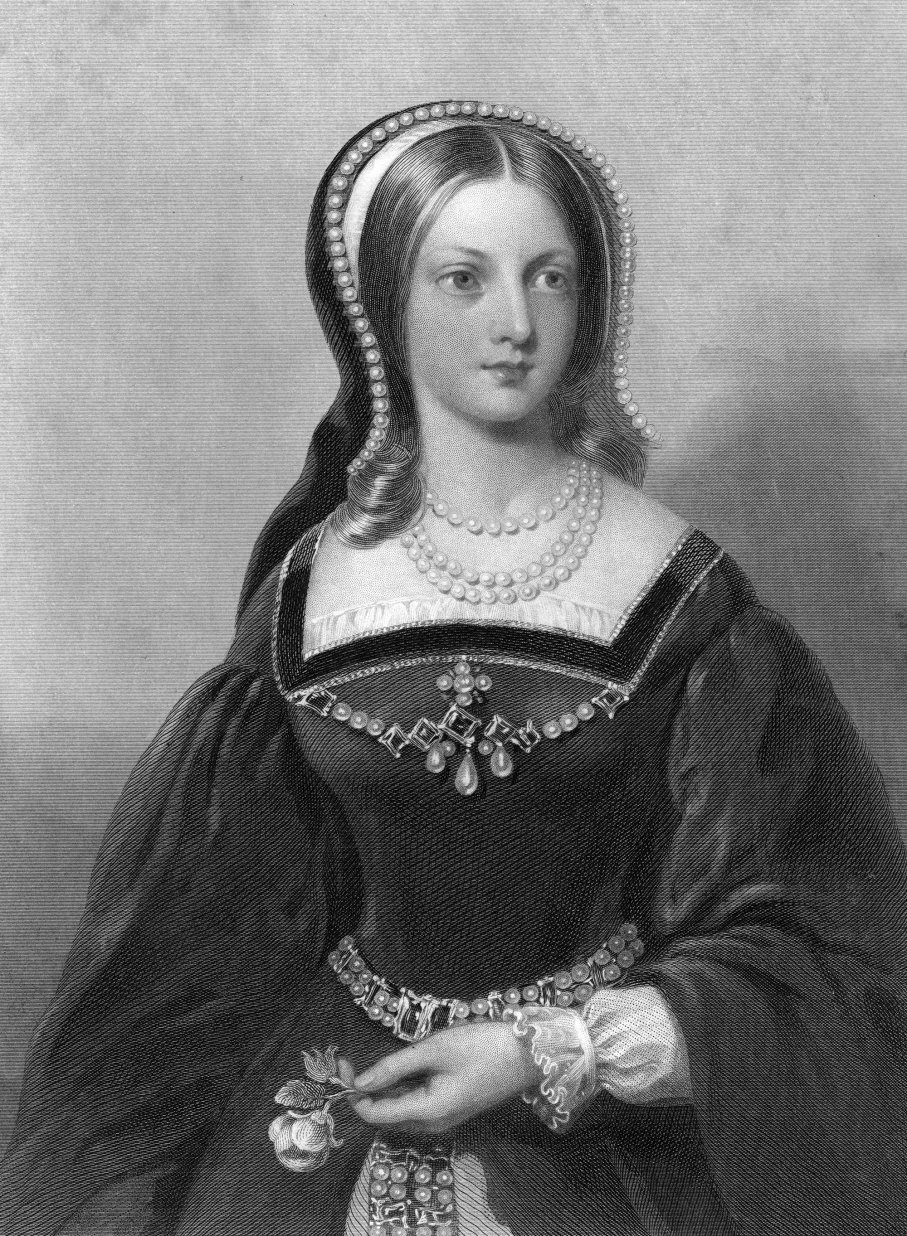
جین گری در قرن شانزدهم میلادی

ادوارد ششم در ۶ ژوئیه ۱۵۵۳ درگذشت. جان دادلی، دوک نورث‌آمبرلند (و پدر شوهر جین) می‌خواست جین را ملکه کند لذا مرگ ادوارد ششم برای چند روز پنهان نگه‌داشته شد تا مقدمات سلطنت جین فراهم شود؛ اما نقشه وی به سرعت برملا شد.
وقتی والدینش و جان دادلی به جین گفتند که او ملکه است، از فرط ترس و ضعف بیمار شد. وی سلطنت را نمی‌پذیرفت و می‌گفت «تاج و تخت حق من نیست و مرا خشنود نمی‌کند. ماری وارث قانونی تاج و تخت است». اما با اصرار و تهدید والدینش و جان دادلی بالاخره پذیرفت. وی همیشه از پذیرش تاج و تخت پشیمان بود و خود را مقصر می‌دانست.
در این هنگام خبر اعلان تاجگذاری ملکه جدید پراکنده شد. علی‌رغم محبوبیت جین، مردم ماری و الیزابت را بیشتر دوست داشتند و از جان دادلی متنفر بودند. در انگلیای شرقی ماری هوادارانش را متحد کرد و بسوی لندن لشکر کشید. دادلی نیز نتوانست کاری از پیش برد.
جین داوطلبانه به سود ماری از سلطنت کناره‌گیری کرد، زیرا مایل نبود که انگلستان گرفتار جنگ‌های مذهبی شود. جین پروتستان و ماری کاتولیک بود و می‌خواست که با شاهزاده فیلیپ دوم کاتولیک اسپانیا هم ازدواج کند. جین به مدت ۹ روز ملکه بود.

## زندان و اعدام
ماری در ۱۹ ژوئیه ملکه شد. جین تمامی تاج و جواهرات سلطنتی را برگرداند. سپس وی به برج لندن منتقل شد و برای چند ماه آنجا به‌سر برد. اجازه داشت در باغ گردش کند. در طول مدت اقامتش در برج لندن نامه‌ها و کتاب‌های بسیاری نگاشت. نامه‌ای هم به ملکه ماری نوشت تا بگوید هرگز تاج و تخت را نخواسته. ملکه ماری به صداقت جین اطمینان داشت و از اعدام نوهٔ عمه‌اش امتناع می‌کرد. بسیاری ماری را تحت فشار قرار دادند تا جین را اعدام کند ولی ماری سرسختانه از جین دفاع می‌کرد. ماری به‌دلایل سنتی دادگاهی برای جین برگزار کرد. جین مقصر شناخته شد اما ملکه ماری وی را عفو کرد.
اما سال بعد در ۱۵۵۴، گروهی از شورشیان به رهبری توماس وایت و پدر جین، هنری گری، با سه هزار سوار برای تصرف لندن و برکناری ملکه ماری به حرکت درآمده‌بود. وایت برای جلوگیری از ازدواج ماری با شاهزاده فیلیپ دوم اسپانیا و دشمن انگلیسی‌ها به این لشکرکشی دست زده بود. این شورش بزودی سرکوب شد. اگر چه جین و شوهرش (لرد گیلفورد دادلی) بر ضد ملکه ماری عملی انجام نداده بودند و ماری هم نمی‌خواست نوهٔ عمه‌اش را اعدام کند، ولی مشاورانش به او توصیه کرده‌بودند که فیلیپ تنها در صورت کشتن جین بدانجا خواهد آمد. سپس ملکه ماری با قلبی پرغم دستور اعدام جین را امضا کرد. جین قرار شد گردن زده شود.

## لحظهٔ اعدام

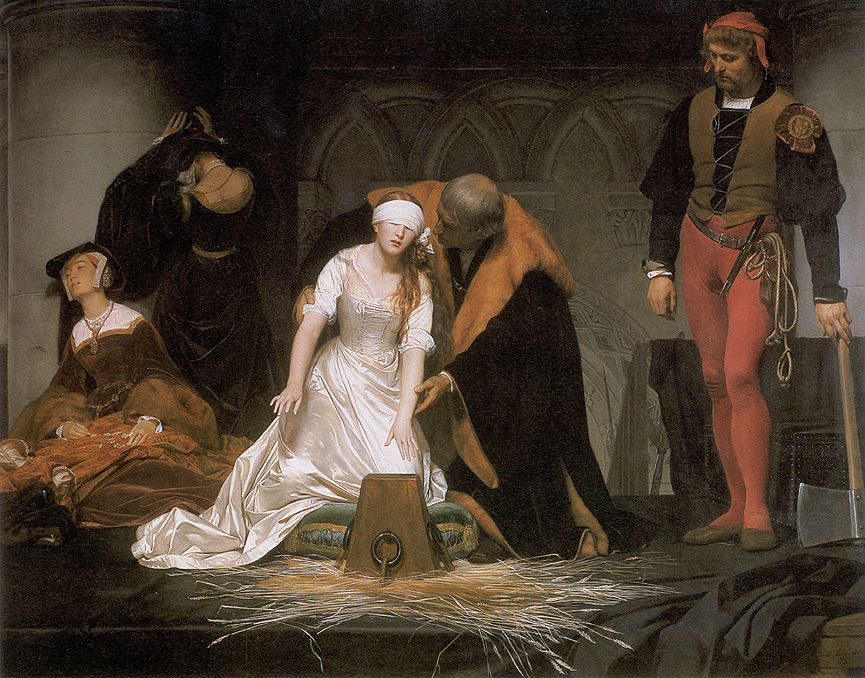
اعدام جین گری، اثری از نقاش فرانسوی مکتب رومانتیک، پل دلاروش، ۱۸۳۳

وقتی به جین گفتند گردن زده خواهد شد، سخت به وحشت افتاد. با این حال خوشحال بود که «روزهای غم و اندوهش» بالاخره به سر خواهند آمد.
در ۱۲ فوریه ۱۵۵۴، در ارگ لندن، جین به طرف سکوی اعدام فرستاده شد. وی به آرامی از سکوی اعدام بالا می‌رفت و خاضعانه نیایش می‌کرد. سپس در برابر بلوک اعدام زانو زد و چشمانش را بست. وقتی جلاد از او خواست تا سرش را روی بلوک بگذارد، دستانش را پیش آورد ولی چون مضطرب بود نتوانست بلوک را پیدا کند. او کمک خواست تا اینکه فردی دستش را گرفت و کمکش کرد تا بلوک را پیدا کند. جین سرش را روی بلوک و چانه‌اش را در جایگاه گذاشت و گردنش را به چوب چسباند. سپس دستانش را به دورش کشاند. پیش از فرودآمدن تبر فریاد زد «خدایا، روحم را به تو می‌سپارم.»
جین هنگام اعدام ۱۶ ساله بود.